# スリー・スカ
スリー・スカ（英語: Suree Sukha、タイ語: สุรีย์ สุขะ、1982年7月27日 - ）は、タイ王国出身の元サッカー選手で、現役時代のポジションはDF。

## 来歴
2007年、チョンブリーFCで初のリーグ優勝を果たすと、同年11月16日、スリー・スカ含む3名がマンチェスター・シティFCに入団。タイ人初のプレミアリーガーが誕生した。しかしこれは当時会長だったタクシン・シナワットの力が大きかったものと思われるが、監督のスヴェン＝ゴラン・エリクソン氏はこれを否定している。
2008年にグラスホッパー・クラブ・チューリッヒにレンタル移籍を果たす。グラスホッパーではリザーブチームでの生活を送っていたが、ホームシックにより退団。その後はヴィタヤ・ラオハクルが監督を務めるガイナーレ鳥取入りを希望したが、古巣のチョンブリーFCに復帰することとなった。
2013年、ブリーラム・ユナイテッドFCに移籍。

## エピソード
- 双子の弟でスラット・スカもサッカー選手であり、かつてはオーストラリア・Aリーグのメルボルン・ビクトリーFCでプレーしていた。

## 個人成績
（2014年4月23日時点）
| 年度 | クラブ                     | 大会                    | 出場 | 得点 |
| ---- | -------------------------- | ----------------------- | ---- | ---- |
| 2011 | チョンブリーFC             | AFCカップ               | 8    | 1    |
| 2012 | チョンブリーFC             | AFCチャンピオンズリーグ | 1    | 0    |
| 2012 | チョンブリーFC             | AFCカップ               | 7    | 0    |
| 2013 | ブリーラム・ユナイテッドFC | AFCチャンピオンズリーグ | 9    | 0    |
| 2014 | ブリーラム・ユナイテッドFC | AFCチャンピオンズリーグ | 5    | 0    |
| 通算 | 通算                       | AFCチャンピオンズリーグ | 15   | 0    |
| 通算 | 通算                       | AFCカップ               | 15   | 1    |
| 通算 | 通算                       | 通算                    | 30   | 1    |

## タイトル

### クラブ
- 2007年 タイ・プレミアリーグ 優勝
- 2008年 コー・ロイヤルカップ 優勝
- 2009年 コー・ロイヤルカップ 優勝

### 代表
- 2008年 T&Tカップ 優勝